# Veinge-Tjärby församling
Veinge-Tjärby församling tillhör Göteborgs stift och Halmstads och Laholms kontrakt i Laholms kommun. Församlingen ingår i Höks pastorat.

## Administrativ historik
Församlingen bildades 1998 genom sammanslagning av Veinge församling och Tjärby församling och den sammanslagna församlingen bildade då till 2014 ett eget pastorat. Från 2014 ingår församlingen i Höks pastorat.

## Kyrkor
- Mästocka kapell
- Tjärby kyrka
- Veinge kyrka